# 토론토 교향악단

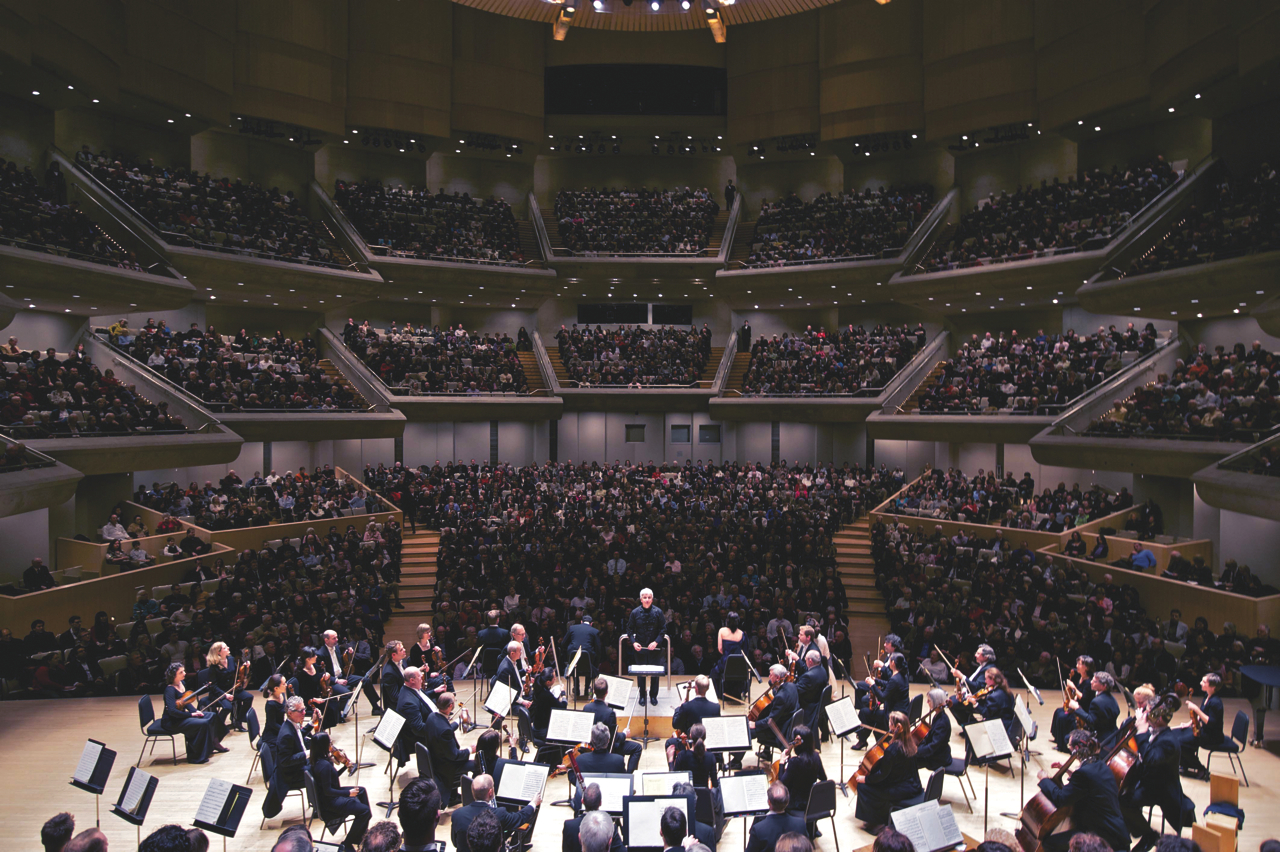

토론토 교향악단(Toronto Symphony Orchestra)은 온타리오주의 주도인 토론토를 본거지로 하는 캐나다의 대표적인 관현악단이다.

## 역사
1908년에 토론토 음악원 출신 연주자들이 결성한 소규모 관현악단을 시초로 보고 있으며, 이 악단을 기초로 1922년에 정규 편성 관현악단으로 개편해 정식 창단되었다. 초대 음악 감독으로는 오스트리아 출신의 루이지 폰 쿠니츠가 임명되었으며, 창단 당시의 명칭은 '신교향악단(New Symphony Orchestra)'이었다. 첫 공연은 이듬해 4월에 개최되었으며, 1927년에 현재의 명칭으로 다시 바뀌었다.
쿠니츠는 1931년에 타계할 때까지 유임했고, 후임으로는 지휘자 겸 작곡가인 어니스트 맥밀런이 임명되어 악단 규모 증강과 근현대 레퍼토리의 적극적인 공연 등을 단행하며 국내외에서 주목받는 악단으로 육성했다. 1951년에는 미국에서 첫 외국 공연을 진행하기도 했으며, 1956년에 후임 자리를 체코 출신의 영국 지휘자인 월터 주스킨트에게 인계할 때까지 25년간 장기 재임했다.
주스킨트는 1965년까지 유임했으며, 후임으로는 일본 출신의 지휘자인 오자와 세이지가 악단 최초의 아시아인이자 최연소 음악 감독으로 임명되었다. 오자와는 1969년까지 단기 재임에 그쳤으나, 메시앙의 '튀랑갈릴라 교향곡' 이나 다케미츠 도루의 '노벰버 스텝스' 등 현대 작품들을 적극적으로 다루어 악단의 레퍼토리에 추가시키고 영국과 프랑스, 미국에서 대규모 순회 공연을 개최하는 등의 업적을 남겼다.
오자와의 후임으로는 체코 출신 지휘자 카렐 안체를이 발탁되었고, 체코 작곡가들의 작품과 근현대 작품의 연주력 향상에 주력했으나 1973년에 타계하고 말았다. 이후 약 2년 동안 음악 감독 공석 상태로 운영되다가 1975년에 영국 지휘자인 앤드루 데이비스가 그 자리에 임명되었으며, 데이비스도 모국인 영국 음악 외에 동유럽이나 러시아 관현악 작품 등의 적극적인 연주에 힘썼다. 데이비스의 후임으로 초빙된 독일 지휘자 귄터 헤르비히는 브람스를 비롯한 독일계 레퍼토리의 연주력 향상에 주력했으며, 헤르비히의 후임이었던 핀란드 지휘자 유카-페카 사라스테도 시벨리우스를 비롯한 북유럽 작곡가들의 작품을 의욕적으로 다루어 주목받았다.
그러나 사라스테 재임기에는 악단이 심각한 재정난에 직면했고, 그로 인한 쟁의 사태 등이 빚어지면서 혼란이 계속되었다. 경영진들과 불화를 빚었던 사라스테도 2001년에 계약 연장을 포기하고 사임했으며, 이후 2년 동안 다시 공백기를 거쳐 2003년에 피터 운지안이 음악 감독으로 취임해 현재까지 재직하고 있다.

## 주요 활동
상주 공연장으로는 창단 연주회가 개최되기도 한 메시 홀을 오랫동안 사용하고 있었으나, 시설의 노후화와 관현악 전용 연주회장으로서의 미흡함 등이 지적되었다. 1982년에 로이 톰슨 홀이 개관하면서 상주 악단으로 들어갔으나, 이 곳에서도 음향 조건이 문제가 되어 여러 차례의 개보수 공사를 단행했다. 로이 톰슨 홀에는 1894년 창단된 토론토 멘델스존 합창단(Toronto Mendelssohn Choir)도 상주 악단으로 등록되어 있으며, 합창 작품 연주 때 같이 협연하고 있다.
맥밀런 재임기부터 미국에 알려지기 시작했으며, 오자와가 최초로 영국과 프랑스 순회 공연을 개최한 이후 유럽에서도 명성을 얻기 시작했다. 상업용 녹음도 오자와 재임기부터 본격적으로 시작했으며, RCA에 역사 항목에서 언급한 두 작품을 취입했다. 데이비스는 보로딘의 교향곡 전집이나 야나체크의 오페라 등을 CBS(현 소니 클래시컬)에 녹음했으며, 이외에 캐나다 방송 협회(CBC) 산하 음반사인 CBC 레코드에서도 방송 녹음을 기반으로 한 음반들이 발매되고 있다.
최근에는 아이팟의 팟캐스팅 기능을 이용해 온라인으로 최신 연주회 실황 녹음을 회원들에게 제공하는 'TSO Podcast' 서비스도 시작했으며, 저연령층이나 가족들을 겨냥한 캐주얼 콘서트, 라이트 클래식스, 팝스 콘서트, 청소년 음악회나 오후 음악회 등의 새로운 컨셉에 의한 연주회들을 개최하면서 청중 확보에도 주력하고 있다. 홈페이지도 영어 외에 중국인들이 토론토에 많이 거주하고 있는 점을 배려해 중국어로도 악단 소식이나 연주회 안내 등의 항목들을 서비스하고 있다.

## 역대 음악 감독
- 루이지 폰 쿠니츠 (1922-1931)
- 어니스트 맥밀런 (1931-1956)
- 월터 써스킨 (1956-1965)
- 오자와 세이지 (1965-1969)
- 카렐 안체를 (1969-1973)
- 앤드루 데이비스 (1975-1988. 이후 계관 지휘자)
- 군터 헤르빅 (1988-1994)
- 유카-페카 사라스테 (1994-2001)
- 피터 운진 (2004-2018)